# Agrostologia
L'agrostologia (del grec ἄγρωστις, tipus d'herba i -λογία, -logia), a vegades anomenada graminologia, és una branca de la botànica que es dedica a l'estudi científic de les plantes herbàcies, especialment a la seva identificació, classificació i evolució. Típicament inclou les anomenades «gramínies verdaderes» (família de les poàcies) i les anomenades «graminoides», un grup artificial espècies d'aparença herbàcia de les famílies ciperàcies, juncàcies i tifàcies.
Les gramínies són la forma de plantes fanerògames de més gran importància econòmica, relacionades amb l'alimentació humana i animal. Són de distribució cosmopolita i cobreixen aproximadament una quarta part de la superfície de la Terra. Pel nombre de gèneres que comprenen (de 600 a 700), és la tercera i, pel nombre d'espècies (unes 10.000), és la cinquena (dades de 2005).
Aquesta ciència té gran importància en el manteniment dels prats tant silvestres com cultivats, en l'agricultura (cultius d'arròs, blat de moro, canya de sucre i blat, a més de pastures per a l'alimentació animal), horticultura urbana i mediambiental, producció de gespa, ecologia i conservació.